# Церква Непорочного Зачаття (Кукс-Крік, Манітоба)
Церква Непорочного Зачаття — церква в Кукс-Кріку провінції Манітоба в Канаді. Церкву зводив у 1930–1938 роках українсько-канадський священик та архітектор Філіпп Ру. У 1986 році церква визнана об'єктом історичної спадщини провінції Манітоба, а в 1997 році – Національним історичним місцем Канади.

## Історія
Парафія Кукс-Крік Української греко-католицької церкви була заснована в 1929 році. Католицький священик і архітектор Філіпп Ру (канадець українського походження), був призначений парохом і отримав завдання спроєктувати церкву, яка б замінила дві менші церкви в цьому районі. Будівництво розпочалося в 1930 році і було завершено в 1938 році, після чого почалися роботи з внутрішнього оздоблення церкви. Церкву освятили 1952 року. У 1954 році поруч із церквою був побудований грот за зразком санктуарію Богоматері Лурдської у Франції.

### Збереження спадщини
Церква Непорочного Зачаття 1 травня 1986 року була визнана об'єктом історичної спадщини провінції Манітоба, а потім 22 вересня 1997 року визнана Національним історичним місцем Канади . Об'єкт було також додано до Канадського реєстру історичних місць 14 липня 2009 року.

## Архітектура
Церква Непорочного Зачаття була спроєктована Філіппом Ру в еклектичному стилі, що поєднує в собі елементи архітектури Київської Русі, Візантії та готики. Історики архітектури Василь Ротофф, Роман Єренюк та Стелла Гринюк зазначають, що профіль церкви загалом нагадує церкви часів Київської Русі, збережені на території сходу України, але її відрізняють романські вікна та готичний портик.
Церква була побудована з цегли у формі хреста, розміром 43 на 30 метрів. Має дев'ять куполів і куполів над раменами хреста, фланкуючими раменами та над центром церкви.